# Antonio Ghomsi
Antonio Ghomsi (n. Bandjoun, Camerún, 22 de abril de 1986) y es un futbolista camerunés. Juega de defensa y actualmente es jugador libre, su último club fue Dinamo Bucureşti de la Primera División de Rumanía.

## Clubes
| Club             | País    | Año         |
| ---------------- | ------- | ----------- |
| Génova           | Italia  | 2002 - 2004 |
| Salernitana      | Italia  | 2004 - 2006 |
| ACR Messina      | Italia  | 2006 - 2007 |
| Juve Stabia      | Italia  | 2007 - 2008 |
| Avellino         | Italia  | 2008 - 2009 |
| Siena            | Italia  | 2009        |
| RKV Malinas      | Bélgica | 2009 - 2015 |
| Xanthi FC        | Grecia  | 2015        |
| Dinamo Bucureşti | Rumania | 2016        |